# Palača Herzer u Varaždinu
Palača Herczer nalazi se na Franjevačkom trgu u Varaždinu. Izgrađena je na mjestu na kojem je u 14. stoljeću bio ksenodohij (hospicij). Nakon izgradnje novog hospicija 1775. zemljište je prodano Matiji Rieneru, koji ga je zbog financijskih teškoća ubrzo izgubio. Novi vlasnik Franjo Herczer (upravitelj Kraljevske pošte u Varaždinu) na tom mjestu 1792. izgradio je palaču kasnobaroknog obilježja. Zbog financijskih teškoća 1805. gubi zgradu i plemićki status. Nakon toga zgrada često mijenja vlasnike: krznar Jakob Jelišević (? – oko 1818.), pa njegov zet Pavel Gergmann (? – 1838.), a nakon njega njegov zet Toma Jelišević (? – 1849.). Ivan Nepomuk Petrović (tada najbogatiji Varaždinac) kupuje je 1851., a nakon njegove smrti zgrada je oporučno prešla u vlasništvo Stipendijalne zaklade Ivana Nepomuka i Rozalije Petrović koja je upravljala zgradom do 1946. kada je nacionalizirana. Od 1954. godine na njenu je katu Entomološki odjel Gradskog muzeja Varaždin, sa stalnim postavom iz zbirke prof. Franje Košćeca. Danas su u njoj smješteni Povijesni i Arheološki odjel Gradskog muzeja Varaždin.
Palača je kvalitetan primjer kasnobarokno-klasicističke arhitekture podignute u periodu između 1791. i 1795. god. u neposrednoj blizini franjevačkog kompleksa. Jednokatnu uglovnicu izgrađenu od dva međusobno okomita krila (L tlocrta) odlikuje sklad i odmjerenost proporcija, decentna obrada i dekoracija pročelja, niz svečanih dvorana tzv. piano nobile u unutrašnjosti, kameni kasnobarokno-klasicistički portal s plemićkim grbom na glavnom pročelju. Zajedno s kvalitetno izgrađenom pomoćnom gospodarskom građevinom i visokim ogradnim zidom čini jedan kompleks s većom površinom unutarnjeg dvorišta, danas muzejske namjene.

## Zaštita
Pod oznakom Z-2942 zavedeno je kao nepokretno kulturno dobro - pojedinačno, pravna statusa zaštićena kulturnog dobra, klasificirano kao "stambena građevina".